# Kura (Russland)
Die Kura (russisch Кура) ist ein etwa 200 km langer Fluss im nördlichen Kaukasusvorland (Ciskaukasien).
Sie durchfließt überwiegend den südlichsten Teil der russischen Region (Krai) Stawropol, nur zwei kurze Abschnitte am Mittellauf markieren die Grenze zur Republik Kabardino-Balkarien.
Der Fluss entsteht zwischen dem Dorf Kuba (Kabardino-Balkarien) und der Staniza Marjinskaja (Region Stawropol) aus einer Bifurkation (Gabelung) des Flusses Malka. Die Kura fließt zunächst in nordöstlicher Richtung und dann hauptsächlich ostwärts. Nach etwa 150 km Luftlinie (etwa 50 km östlich von Kurskaja) verliert sie sich in den halbwüstenartigen Trockengebieten zwischen den Flüssen Terek und Kuma (Nogaiersteppe), wo sie schließlich in mehrere Bewässerungskanäle abgeleitet wird.
Bei Kurskaja ist der Fluss seit 1948 zum etwa 5 km² großen Kurskoje-Stausee angestaut, der ursprünglich der Energieerzeugung, heute der Bewässerung, der Erholung und dem Fischfang dient.
Die Kura ist nicht schiffbar. Ihr Wasser wird am mäandernden Unterlauf, der – überwiegend aufgrund von künstlichen Stauungen – zahlreiche kleine Seen bildet, zur Bewässerung landwirtschaftlicher Nutzflächen verwendet. Der Unterlauf der Kura wird vom Terek-Kuma-Kanal gekreuzt.